# Asz-Szasa
Asz-Szasa (arab. الشعثة) – wieś w Syrii, w muhafazie Hama. W 2004 roku liczyła 103 mieszkańców.